# El Chorrillo
El Chorrillo è un comune (corregimiento) della Repubblica di Panama situato nel distretto di Panama, provincia di Panama. Il comune, che è una delle tredici suddivisione della città di Panama, si estende su una superficie di 0,6 km² e conta una popolazione di 18.302 abitanti (censimento 2010).